# Ангола на Летњим олимпијским играма 1980.
Ангола на Летњим олимпијским играма учествовала први пут, на Олимпијским играма 1980., у Москви. у СССР. Представљало је 11 спортиста (10 мушкараца и 1 жена), који су се такмичили у 3 индивидуална спорта.
Најмлађи учесник био је пливач Жорже Лима са 13 година и 8 дана а најстарији играч атлетичар Бернардо Мануел са 25 година и 214 дана. Жорж Лима је и даље намлађи учесник Анголе на олимпијским играма и после 35 година и Олимпијских игара 2012
Анголски олимпијски тим завршио је у групи екипа које нису освојиле ниједну медаљу.

## Спортисти Анголе по спортовима
| Спорт      | Мушкарци | Жене | Укупно |
| ---------- | -------- | ---- | ------ |
| Атлетика   | 3        | 0    | 3      |
| Бокс       | 3        | 0    | 3      |
| Пливање    | 4        | 1    | 5      |
| Укупно (3) | 10       | 1    | 11     |

## Резултати по дисциплинама

### Атлетика

#### Мушкарци
| Атлетичар       | Дисциплина | Лични рекорд | Групе    | Групе     | Четвртфинале     | Четвртфинале     | Полуфинале       | Полуфинале       | Финале           | Финале  | Детаљи |
| Атлетичар       | Дисциплина | Лични рекорд | Резултат | Место     | Резултат         | Место            | Резултат         | Место            | Резултат         | Место   | Детаљи |
| --------------- | ---------- | ------------ | -------- | --------- | ---------------- | ---------------- | ---------------- | ---------------- | ---------------- | ------- | ------ |
| Илидио Коељо    | 100 м      |              | 11,42    | 7 у гр. 2 | Није се пласирао | Није се пласирао | Није се пласирао | Није се пласирао | Није се пласирао | 61 / 65 |        |
| Рубен Инасио    | 200 м      |              | 22,52    | 6 у гр. 1 | Није се пласирао | Није се пласирао | Није се пласирао | Није се пласирао | Није се пласирао | 53 /63  |        |
| Бернардо Мануел | 5.000 м    |              |          |           | 14:51,4          | 11 у гр. 3       | Није се пласирао | Није се пласирао | Није се пласирао | 33 /37  |        |

### Бокс

#### Мушкарци
| Боксер                | Дисциплина        | Коло 32 такмичара  | коло 16 такмичара              | Четвртфинале         | Полуфинале           | Финале               | Финале               |
| Боксер                | Дисциплина        | Противник Резултат | Противник Резултат             | Противник Резултат   | Противник Резултат   | Противник Резултат   |                      |
| --------------------- | ----------------- | ------------------ | ------------------------------ | -------------------- | -------------------- | -------------------- | -------------------- |
| Хосе Луис де Алмеида  | бантам (-54)      | слободан           | УК Џон Нивин Пор 0:5           | Није се квалификовао | Није се квалификовао | Није се квалификовао |                      |
| Абилио Алмеида Кабрал | полулака (-57 кг) | слободан           | Fitzroy Brown Пор 0:5          | Није се квалификовао | Није се квалификовао | Није се квалификовао |                      |
| Алберто Коељо         | лака (-60 кг)     | слободан           | Galsandorjiin Batbileg Пор 0:5 | Није се квалификовао | Није се квалификовао | Није се квалификовао | Није се квалификовао |

### Пливање

#### Мушкарци
| Пливач                                                              | Дисциплина          | Квалификације | Квалификације | Полуфинале           | Полуфинале           | Финале                | Финале  | Детаљи |
| Пливач                                                              | Дисциплина          | Време         | Пласман       | Време                | Пласман              | Време                 | Пласман | Детаљи |
| ------------------------------------------------------------------- | ------------------- | ------------- | ------------- | -------------------- | -------------------- | --------------------- | ------- | ------ |
| Жорже Лима                                                          | 100 метара мешовито | 59,39         | 8. у гр. 3    | Није се квалификовао | Није се квалификовао | Није се квалификовао  | 35/39   |        |
| Жорже Лима                                                          | 200 метара слободно | 2:14,37       | 8. у гр. 2    |                      |                      | Није се квалификовао  | 40/42   |        |
| Жорже Лима                                                          | 100 метара леђно    | 1:14,33       | 6. у гр. 4    |                      |                      | Није се квалификовао  | 32/33   |        |
| Франциско Лопес дос Сантос                                          | 100 метара прсно    | 1:18,95       | 7. у гр. 3    | Није се квалификовао | Није се квалификовао | Није се квалификовао  | 23/26   |        |
| Маркос Данијел                                                      | 100 метара делфин   | 1:07,46       | 7. у гр. 1    | Није се квалификовао | Није се квалификовао | Није се квалификовао  | 33/34   |        |
| Фернандо Лопес Франциско Лопес дос Сантос Маркос Данијел Жорже Лима | 100 метара мешовито |               |               | 4:35,11              | 5. у гр. 1           | Нису се квалификовали | 12/13   |        |

### Жене
| Пливачица   | Дисциплина          | Квалификације | Квалификације | Полуфинале | Полуфинале | Финале            | Финале  | Детаљи |
| Пливачица   | Дисциплина          | Време         | Пласман       | Време      | Пласман    | Време             | Пласман | Детаљи |
| ----------- | ------------------- | ------------- | ------------- | ---------- | ---------- | ----------------- | ------- | ------ |
| Мишел Песоа | 100 метара слободно | 1:09,10       | 6. у гр. 1    |            |            | Није се пласирала | 27/30   |        |
| Мишел Песоа | 100 метара леђно    | 1:26,59       | 6. у гр. 3    |            |            | Није се пласирала | 26/26   |        |